# 9 lipca
9 lipca jest 190. (w latach przestępnych 191.) dniem w kalendarzu gregoriańskim. Do końca roku pozostaje 175 dni.

## Święta
- Imieniny obchodzą: Adolfina, Adrian, Adrianna, Aleksander, Anatola, Anatolia, Antoni, Augustyn, Barbara, Brykcjusz, Cyryl, Florianna, Hadrian, Hadriana, Heloiza, Ifigenia, Jan, Joanna, Kornel, Korneli, Korneliusz, Lucja, Łucja, Mikołaj, Róża, Sylwia, Teodoryk, Weronika, Wszebąd, Zenon i Zenona.
- Argentyna – Święto Niepodległości
- Palau – Święto Konstytucji
- Ukraina, Autonomiczna Republika Krymu – Dzień Partenitu
- Wspomnienia i święta w Kościele katolickim[1][2] obchodzą:
  - błogosławione dziewice z Orange (męczennice)
  - 19 świętych męczenników z Gorkum
  - 120 świętych męczenników chińskich
    - św. Augustyn Zhao Rong
    - św. Grzegorz Grassi[a]

  - bł. Adrian Fortescue (męczennik)
  - bł. Joanna Scopelli (zakonnica)
  - bł. Maria od Jezusa Ukrzyżowanego Petković (zakonnica)
  - św. Paulina od Serca Jezusa (zakonnica)
  - św. Weronika Giuliani (dziewica i ksieni)

## Wydarzenia w Polsce

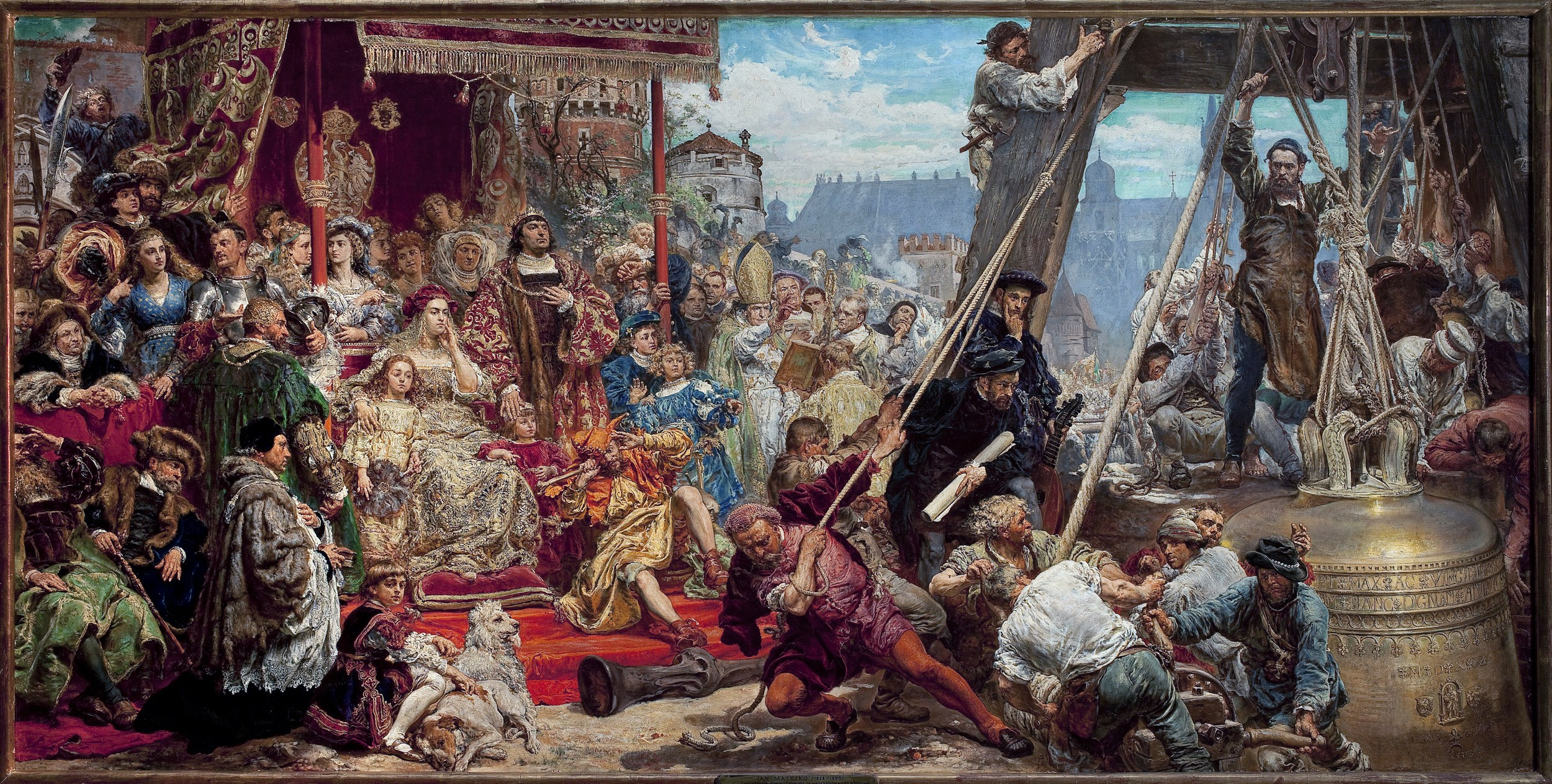
Zawieszenie dzwonu Zygmunta – obraz Jana Matejki

- 1410 – Wielka wojna z zakonem krzyżackim: król Władysław II Jagiełło wraz z całym wojskiem przekroczył granicę krzyżacką koło Lidzbarka.
- 1455 – Król Kazimierz IV nadał Gdańskowi tzw. przywilej piotrkowski, który upoważniał go do samodzielnego wydawania wilkierzy i nakładania podatków, oddawał na wyłączne użytkowanie mennicę oraz prawo kontroli wybrzeża pruskiego od Księstwa Słupskiego do posiadłości Elbląga.
- 1521 – Na Wieży Zygmuntowskiej katedry wawelskiej został zawieszony Dzwon Zygmunt.
- 1703 – Została zawiązana konfederacja średzka, jedna z konfederacji wymierzonych przeciw królowi Augustowi II Mocnemu, za staraniem Stanisława Leszczyńskiego i pod laską Piotra Bronisza.
- 1734 – Wojna o sukcesję polską: wojska rosyjskie wkroczyły do Gdańska, który skapitulował 30 czerwca, po czteromiesięcznym oblężeniu.
- 1736:
  - Rozpoczęła się największa powódź w historii Poznania.
  - Zakończyły się obrady Sejmu pacyfikacyjnego.
- 1768 – Przedstawiciel dyplomatyczny Prus w Polsce Gédéon Benoît wydał deklarację w sprawie konfederacji barskiej.
- 1794 – Insurekcja kościuszkowska: rozpoczęła się bitwa pod Gołkowem.
- 1807 – Podjęto decyzję o utworzeniu Wolnego Miasta Gdańska.
- 1810 – Książę Fryderyk August wydał dekret o podziale administracyjno-terytorialnym przyłączonych terenów Nowej Galicji do Księstwa Warszawskiego.
- 1880 – Utworzono Ochotniczą Straż Ogniową w Sochaczewie.
- 1899 – Zakończono budowę, nieistniejącej już, wieży widokowej na Śnieżniku.
- 1917 – Józef Piłsudski nakazał polskim legionistom odmówić złożenia przysięgi na wierność cesarzom Niemiec i Austro-Węgier. Skutkiem tego Piłsudski został osadzony w twierdzy w Magdeburgu, oficerowie w obozie w Beniaminowie pod Warszawą, a szeregowi w Szczypiornie koło Kalisza.
- 1918 – Ukazał się pierwszy numer krakowskiej, polskojęzycznej gazety żydowskiej „Nowy Dziennik”.
- 1920 – Wojna polsko-bolszewicka:
  - Miażdżące zwycięstwo polskich ułanów w bitwie pod Grebionką.
  - Pod Bobrujskiem utracono pociągi pancerne: Generał Iwaszkiewicz i Konarzewski.
- 1922 – Otwarto Schronisko PTTK na Stożku w Beskidzie Śląskim.
- 1923 – Założono klub piłkarski Szczakowianka Jaworzno.
- 1930 – 151 górników zginęło w wyniku wybuchu metanu w kopalni „Wenceslaus” w Ludwikowicach Kłodzkich (wówczas niemiecki Ludwigsdorf).
- 1932 – Zostało brutalnie zdławione antyrządowe powstanie leskie.
- 1935 – Wielki pożar we wsi Choroń koło Częstochowy.
- 1936 – Powołano Związek Górali Spisza i Orawy.
- 1937 – Zakończono usypywanie Kopca Piłsudskiego w Krakowie.
- 1938 – W krakowskim kościele dominikanów odnaleziono szczątki Leszka Czarnego, brata Władysława I Łokietka.
- 1939 – Arcybiskup metropolita gnieźnieńsko-warszawski i prymas Polski kard. August Hlond koronował figurę Matki Boskiej Jazłowieckiej.
- 1942 – W Tuchorzy w powiecie wolsztyńskim dokonano publicznej egzekucji nieznanych mieszkańcom kilkunastu mężczyzn przywiezionych przez Niemców.
- 1943 – Pod Barłogami koło Puław doszło do potyczki między oddziałami Batalionów Chłopskich i Gwardii Ludowej z niemiecką ekspedycją karną, która miała spacyfikować wieś. Podczas walk mieszkańcy zdążyli się ewakuować.
- 1946 – Arthur Greiser, w czasie wojny namiestnik Rzeszy w Kraju Warty, został skazany na karę śmierci przez Najwyższy Trybunał Narodowy w Poznaniu.
- 1947 – Premier Józef Cyrankiewicz odrzucił pod naciskiem radzieckim zaproszenie dla polskiej delegacji na międzynarodową konferencję w Paryżu w sprawie przyjęcia Planu Marshalla.
- 1950 – Rozwiązano Stronnictwo Pracy.
- 1974:
  - Do Portu Północnego w Gdańsku przybił pierwszy statek handlowy „Uniwersytet Gdański” po ładunek 12 tys. ton węgla.
  - Premiera filmu Pójdziesz ponad sadem w reżyserii Waldemara Podgórskiego.
- 1977 – Pod Wrocławiem w zderzeniu pociągu osobowego Praga-Moskwa z jadącą po niewłaściwym torze lokomotywą zginęło 11 osób, a 15 zostało rannych.
- 1980 – Czesław Lang wygrał 37. Tour de Pologne.
- 1989 – Z trzydniową oficjalną wizytą przybył do Polski prezydent Stanów Zjednoczonych George H.W. Bush.
- 1990 – Polska nawiązała stosunki dyplomatyczne z Kawalerami Maltańskimi.
- 1993 – W katastrofie szybowca na warszawskim osiedlu Słodowiec zginął pilot.
- 1997:
  - Oddano do użytku zaporę na Dunajcu.
  - Powódź tysiąclecia: Odra zalała Koźle.
- 2001 – W wyniku silnej ulewy przerwany został wał kanału Raduni na Oruni w Gdańsku. Zalana została też część Wrzeszcza.
- 2007:
  - Po ujawnieniu tzw. afery gruntowej Andrzej Lepper został zdymisjonowany z funkcji wicepremiera oraz ministra rolnictwa i rozwoju wsi.
  - Tygodnik „Wprost” opublikował na swej stronie internetowej tzw. taśmy Rydzyka z obraźliwymi wypowiedziami dyrektora Radia Maryja pod adresem prezydenta Lecha Kaczyńskiego i jego żony.
- 2016:
  - Spłonął XIX-wieczny pałac we wsi Panowice w województwie lubuskim.
  - W Warszawie zakończył się dwudniowy szczyt NATO.

## Wydarzenia na świecie
- 381 – Zakończył się sobór konstantynopolitański I.
- 455 – Awitus został cesarzem rzymskim.
- 518 – Justyn I został cesarzem bizantyńskim.
- 869 – Trzęsienie ziemi w okolicy japońskiego miasta Sendai o sile ponad 8 stopni w skali Richtera i wywołane nim tsunami spowodowały śmierć około tysiąca osób.
- 1064 – Rekonkwista: wojska chrześcijańskie zdobyły Coimbrę.
- 1339 – Na zjeździe wyszehradzkim król Polski Kazimierz III Wielki zawarł układ z królem Węgier Karolem Robertem dotyczący sukcesji tronu polskiego i sojuszu w walkach z krzyżakami.
- 1357 – Cesarz Karol IV Luksemburski wmurował kamień węgielny pod budowę Mostu Karola w Pradze.
- 1386 – Wojna austriacko-szwajcarska: zwycięstwo wojsk szwajcarskich w bitwie pod Sempach.
- 1492 – Papież Innocenty VIII utworzył metropolię Walencji.
- 1493 – Rozpoczęto budowę cerkwi w rumuńskim Borzești.
- 1540 – Król Anglii Henryk VIII Tudor unieważnił swoje małżeństwo z czwartą żoną Anną z Kleve.
- 1553 – II wojna margrabiów w Niemczech: zwycięstwo sprzymierzonych sił księcia saskiego Maurycego Wettyna i księcia brunszwickiego Henryka II Młodszego nad wojskami margrabiego Kulmbach Albrechta Alcybiadesa Hohenzollerna w bitwie pod Sievershausen.
- 1572 – Powieszono 19 męczenników z Gorkum (Holandia).
- 1609 – Cesarz Rudolf II Habsburg wydał list majestatyczny gwarantujący wolność wyznania dla protestantów w Czechach.
- 1686 – Cesarz Leopold I Habsburg i kilkoro spośród książąt z południowych Niemiec założyli Ligę Augsburską, której celem było przeciwdziałanie wkroczeniu króla Francji Ludwika XIV do Palatynatu (obecnie Nadrenia).
- 1695 – Pochód azowski: wojska rosyjskie rozpoczęły oblężenie bronionego przez Turków Azowa.
- 1701 – Wojna o sukcesję hiszpańską: zwycięstwo wojsk austriackich nad francuskimi w bitwie pod Carpi.
- 1745 – Wojna o sukcesję austriacką: zwycięstwo wojsk francuskich nad brytyjsko-hanowersko-austriacko-holenderskimi w bitwie pod Melle.
- 1749 – Brytyjczycy założyli Halifax w Nowej Szkocji (Kanada).
- 1753 – Papież Benedykt XIV w konstytucji apostolskiej Sollicita ac provida zniósł wszelkie ograniczenia w korzystaniu z katolickich wydań Pisma Świętego.
- 1755 – Brytyjska wojna z Indianami i Francuzami: klęska wojsk brytyjskich w bitwie nad Monongahelą.
- 1762 – Katarzyna II Wielka została cesarzową Rosji, zastępując obalonego męża Piotra III.
- 1780 – Podpisano konwencję rosyjsko-duńską będącą pierwszym ogniwem Ligi Zbrojnej Neutralności, utworzonej w celu obrony państw-sygnatariuszy przed brytyjską blokadą kontynentalną.
- 1789 – We Francji połączyły się trzy stany przyjmując nazwę Zgromadzenia Narodowego Konstytucyjnego (Konstytuanty).
- 1790 – Wojna rosyjsko-szwedzka: zwycięstwem floty szwedzkiej zakończyła się II bitwa pod Svenskund.
- 1796 – I koalicja antyfrancuska: zwycięstwo wojsk francuskich nad austriackimi w bitwie pod Ettlingen.
- 1807 – Napoleon Bonaparte i Fryderyk Wilhelm III Pruski zawarli pokój w Tylży (obecnie Sowieck w obwodzie królewieckim), na mocy którego i podpisanego dwa dni wcześniej traktatu francusko-rosyjskiego m.in. powstały Księstwo Warszawskie i Wolne Miasto Gdańsk.
- 1809 – V koalicja antyfrancuska: zwycięstwo wojsk austriackich nad francuskimi w bitwie pod Hollabrunn.
- 1810 – Wojna na Półwyspie Iberyjskim: wojska francuskie zdobyły po oblężeniu hiszpańskie miasto Ciudad Rodrigo.
- 1815 – Charles-Maurice de Talleyrand-Périgord został premierem Francji.
- 1816 – Argentyna uzyskała niepodległość (od Hiszpanii).
- 1826 – Chryzant I został ekumenicznym patriarchą Konstantynopola.
- 1841 – Mariano Enrique Calvo został tymczasowym prezydentem Boliwii.
- 1846 – Została zlikwidowana Republika Kalifornii.
- 1850 – Po śmierci Zachary’ego Taylora dotychczasowy wiceprezydent Millard Fillmore został prezydentem USA.
- 1861 – Zawarto konkordat między Stolicą Apostolską a Hondurasem.
- 1864 – Wojna secesyjna: zwycięstwo Konfederatów w bitwie nad Monocacy.
- 1868 – Weszła w życie 14. poprawka do Konstytucji USA, gwarantująca pełnię praw obywatelskich Afroamerykanom.
- 1877 – Rozpoczął się pierwszy turniej tenisowy na kortach Wimbledonu.
- 1879 – Amerykański astronom Christian Peters odkrył planetoidę (199) Byblis.
- 1902 – Włoski astronom Luigi Carnera odkrył planetoidę (487) Venetia.
- 1904 – Założono francuski klub piłkarski OGC Nice.
- 1905 – Zwodowano włoski okręt podwodny „Glauco”.
- 1907 – Uruchomiono pierwszą linię tramwaju konnego w boliwijskim Oruro.
- 1912:
  - 91 osób zginęło w serii eksplozji w kopalni węgla kamiennego w angielskim Cadeby.
  - Wojna włosko-turecka: wojska włoskie zdobyły Misratę.
- 1913 – II wojna bałkańska: zwycięstwem wojsk serbsko-czarnogórskich nad bułgarskimi zakończyła się bitwa nad Bregałnicą.
- 1915 – I wojna światowa: kapitulacja ostatnich wojsk niemieckich przed wojskami południowoafrykańskimi i likwidacja Niemieckiej Afryki Południowo-Zachodniej.
- 1916 – Powstała południowoamerykańska konfederacja piłki nożnej CONMEBOL.
- 1917 – I wojna światowa: w głównej bazie Royal Navy w Scapa Flow eksplodował, najprawdopodobniej z powodu samozapłonu kordytu używanego jako ładunek miotający, pancernik HMS „Vanguard”, w wyniku czego zginęło 843 z 845 członków załogi.
- 1918 – 101 osób zginęło, a 171 zostało rannych w największej w historii USA katastrofie kolejowej w Nashville w stanie Tennessee.
- 1922 – Amerykański pływak Johnny Weissmuller ustanowił rekord świata na dystansie 100 metrów stylem dowolnym (58,6 s).
- 1925 – W wojskowym zamachu stanu został obalony prezydent Ekwadoru Gonzalo Córdova.
- 1932:
  - Szwajcaria umorzyła dług wojenny Republice Weimarskiej.
  - W São Paulo wybuchło powstanie konstytucjonalistów, którego celem było obalenie brazylijskiego dyktatora Getúlio Vargasa i przywrócenie konstytucji.
- 1936 – Zmierzono rekordowo wysoką temperaturę w historii Nowego Jorku (41 °C).
- 1938 – Wybuchł radziecko-japoński konflikt graniczny nad jeziorem Chasan.
- 1940:
  - Kampania śródziemnomorska: nierozstrzygnięta włosko-brytyjska bitwa koło przylądka Stilo.
  - Założono ekwadorski klub piłkarski Deportivo Quito.
- 1941:
  - Internowany przez władze francuskie w Konakry (Gwinea) polski statek pasażerski „Pułaski” uciekł z portu pod ostrzałem baterii nabrzeżnych.
  - Włochy wysłały na front wschodni pomoc wojskową dla Niemiec.
  - Wojska niemieckie zajęły Żytomierz.
- 1942 – Şükrü Saracoğlu został premierem Turcji.
- 1943 – Kampania włoska: w nocy z 9 na 10 lipca rozpoczęła się operacja „Husky” – lądowanie wojsk alianckich na Sycylii.
- 1944:
  - Front zachodni: wojska brytyjskie zdobyły Caen w Normandii – koniec operacji „Overlord”.
  - Wojna fińsko-radziecka: decydujące zwycięstwo wojsk fińskich nad Armią Czerwoną w bitwie pod Tali-Ihantala.
  - Wojna na Pacyfiku: wojska amerykańskie zdobyły wyspę Saipan w archipelagu Marianów.
- 1953 – W trzęsieniu ziemi na greckiej wyspie Amorgos zginęły 53 osoby.
- 1955 – W Londynie został opublikowany, podpisany wcześniej przez Alberta Einsteina i Bertranda Russella, manifest przeciwko używaniu broni jądrowej.
- 1956 – W Paryżu odbyła się prapremiera baletu Icare.
- 1957 – Dokonano oblotu brytyjskiego samolotu pasażerskiego Aviation Traders ATL-90 Accountant.
- 1958 – W Lituya Bay na Alasce wystąpiło największe odnotowane tsunami. Fala powstała w wyniku osunięcia ziemi do zatoki osiągnęła wysokość 524 m.
- 1960 – Zwodowano amerykański okręt podwodny z napędem jądrowym USS „Thresher“.
- 1961:
  - Dokonano oblotu radzieckiego śmigłowca Mi-8.
  - Obywatele Turcji zatwierdzili w referendum nową konstytucję.
- 1962 – Na swojej pierwszej indywidualnej wystawie Andy Warhol zaprezentował w galerii Ferus w Los Angeles serię obrazów Puszki z zupą firmy Campbell.
- 1964 – Należący do United Airlines samolot Vickers Viscount rozbił się podczas lotu z Filadelfii do Huntsville w stanie Alabama, w wyniku czego zginęło 39 osób.
- 1971:
  - Przyjęto flagę Kataru.
  - W nowojorskiej dzielnicy Queens odbył się pogrzeb Louisa Armstronga.
- 1972 – Konflikt w Irlandii Północnej: w dzielnicy Belfastu Springhill brytyjscy żołnierze zastrzelili 5 osób (w tym 3 nastolatków).
- 1976 – Dokonano oblotu radzieckiego samolotu transportowego An-32.
- 1977 – Brazylijski pastor Edir Macedo założył Uniwersalny Kościół Królestwa Bożego.
- 1978 – Sandro Pertini został prezydentem Włoch.
- 1979 – W drugiej turze wyborów prezydenckich w Ghanie Hilla Limann pokonał Victora Owusu.
- 1981 – Premiera gry komputerowej Donkey Kong japońskiej firmy Nintendo.
- 1982 – 153 osoby zginęły w katastrofie Boeinga 727 linii Pan Am w Nowym Orleanie w stanie Luizjana.
- 1986 – W bawarskim Straßlach w zamachu bombowym przeprowadzonym przez Frakcję Czerwonej Armii zginęli członek zarządu Siemens AG Karl Heinz Beckurts i jego kierowca.
- 1988 – Podczas zawodów w Neubrandenburgu reprezentantka NRD Gabriele Reinsch ustanowiła aktualny do dziś rekord świata w rzucie dyskiem (76,80 m).
- 1989 – W Somalii, podczas reżimowych rządów Siada Barrego zastrzelono katolickiego biskupa Mogadiszu Salvatorego Colombo[3].
- 1993 – Czeski parlament przyjął Ustawę o bezprawności reżimu komunistycznego i oporze przeciw niemu.
- 1995 – W ataku lankijskiego lotnictwa rządowego na świątynię w mieście Navaly na północy kraju zginęło 125 Tamilów, a setki zostały rannych.
- 1996 – Sidya Touré został premierem Gwinei.
- 1997 – Wybuch bomby w tylnej części pasażerskiej samolotu Fokker 100 brazylijskich linii lotniczych TAM spowodował przedziurawienie kadłuba i wyssanie jednego z pasażerów na skutek dekompresji. Mimo uszkodzeń pilotowi udało się bezpiecznie wylądować.
- 2002 – W Durbanie (RPA) w miejsce Organizacji Jedności Afrykańskiej powołano Unię Afrykańską.
- 2006:
  - W rozegranym na Stadionie Olimpijskim w Berlinie meczu finałowym XVIII Mistrzostw Świata w Piłce Nożnej Włochy pokonały po serii rzutów karnych Francję 5:4. Po 90 minutach i dogrywce był remis 1:1.
  - W Irkucku na Syberii w katastrofie podchodzącego do lądowania Airbusa A310 należącego do Siberia Airlines zginęło 125 osób, a 71 zostało rannych.
- 2010 – 104 osoby zginęły, a 120 zostało rannych w samobójczym zamachu bombowym w miejscowości Yakaghund w północno-zachodnim Pakistanie.
- 2011 – Sudan Południowy ogłosił niepodległość (od Sudanu).
- 2013 – Hazim al-Biblawi został mianowany na urząd premiera Egiptu.
- 2014 – Z kosmodromu Plesieck wystrzelono po raz pierwszy rosyjską rakietę nośną Angara.
- 2016 – W trakcie festiwalu La Vaquilla del Ángel w hiszpańskim Teruel zginął torreador Víctor Barrio.
- 2017 – Premier Iraku Hajdar al-Abadi ogłosił wyzwolenie Mosulu spod okupacji tzw. Państwa Islamskiego.
- 2018 – Prezydent Turcji Recep Tayyip Erdoğan został zaprzysiężony na drugą kadencję jednocześnie stając na czele rządu, po wprowadzeniu systemu prezydenckiego zatwierdzonego w referendum w kwietniu 2017.
- 2022:
  - Inwazja Rosji na Ukrainę: 48 osób zginęło, a 9 zostało rannych w wyniku rosyjskiego ataku rakietowego na pięciokondygnacyjny blok mieszkalny w Czasiwym Jarze w obwodzie donieckim.
  - Protesty na Sri Lance: po zajęciu pałacu prezydenckiego przez demonstrantów prezydent Gotabaya Rajapaksa ogłosił rezygnację ze stanowiska.

## Eksploracja kosmosu
- 1962 – W ramach operacji „Fishbowl“ na wysokości 400 km, w odległości 31 km na południowy zachód od wyspy Johnston, eksplodowała termonuklearna głowica jądrowa wyprodukowana przez Los Alamos National Laboratory i wyniesiona na orbitę przez rakietę Thor. Wytworzony w wyniku eksplozji impuls elektromagnetyczny uszkodził instalacje elektryczne i telefoniczne na Hawajach oraz kilka satelitów.
- 1979 – Amerykańska sonda Voyager 2 minęła Jowisza.

## Urodzili się
- 1249 – Kameyama, cesarz Japonii (zm. 1305)
- 1504 – Raffaello da Montelupo, włoski rzeźbiarz, architekt (zm. 1566)
- 1511 – Dorota von Sachsen-Lauenburg, królowa Danii i Norwegii (zm. 1571)
- 1526 – Elżbieta Habsburżanka, księżniczka austriacka, królowa Polski, wielka księżna litewska (zm. 1545)
- 1558 – David Origanus, niemiecki matematyk, filozof, astronom (zm. 1628)
- 1563 – Orazio Gentileschi, włoski malarz (zm. 1639)
- 1578 – Ferdynand II Habsburg, cesarz rzymsko-niemiecki (zm. 1637)
- 1592 – Caspar Stein, niemiecki uczony, podróżnik (zm. 1652)
- 1646 – Zeger van Espen, niderlandzki duchowny katolicki, następnie starokatolicki (zm. 1728)
- 1654 – Reigen, cesarz Japonii (zm. 1732)
- 1668 – Michał de la Mars, polski duchowny katolicki, biskup pomocniczy kamieniecki i chełmski (zm. 1725)
- 1675 – Carl Siegfried von Hoym, królewsko-polski i elektorsko-saski tajny radca, radca dworu, szambelan, ziemianin (zm. 1738)
- 1689 – Alexis Piron, francuski dramaturg (zm. 1773)
- 1697:
  - Paolo Anesi, włoski malarz, grawer (zm. 1773)
  - Giovanni Benedetto Platti, włoski kompozytor (zm. 1763)
- 1701 – Jean-Frédéric Phélypeaux, francuski hrabia, polityk (zm. 1781)
- 1739 – Anton Ferdinand von Rothkirch und Panten, niemiecki duchowny katolicki, biskup pomocniczy wrocławski (zm. 1805)
- 1744 – Andrzej Chołoniewski, polski duchowny katolicki, biskup pomocniczy łucko-żytomierski (zm. 1819)
- 1747 – Maria Laurentyna od św. Stanisława Prin, francuska urszulanka, męczennica, błogosławiona (zm. 1794)
- 1764 – Ann Radcliffe, brytyjska poetka, pisarka (zm. 1823)
- 1766:
  - Jacob Perkins, amerykański fizyk, wynalazca (zm. 1849)
  - Johanna Schopenhauer, niemiecka pisarka (zm. 1838)
- 1770 – Giuseppe Raddi, włoski botanik, muzealnik (zm. 1829)
- 1775 – Matthew Gregory Lewis, brytyjski pisarz (zm. 1818)
- 1781 – Cirilo de Alameda y Brea, hiszpański duchowny katolicki, arcybiskup Toledo, prymas Hiszpanii, kardynał (zm. 1872)
- 1784 – Jan Chrzciciel Stummer, polski lekarz (zm. 1845)
- 1786:
  - Zofia Helena Beatrycze Burbon, francuska księżniczka (zm. 1787)
  - Rudolf Schadow, niemiecki rzeźbiarz (zm. 1822)
- 1791 – Friedrich Adolf Ebert, niemiecki bibliotekarz, bibliograf (zm. 1834)
- 1798 – Gustav Adolf Michaelis, niemiecki położnik (zm. 1848)
- 1806 – Jadwiga z Zamoyskich Sapieżyna, polska arystokratka, filantropka (zm. 1890)
- 1809 – Svend Foyn, norweski łowca fok i wielorybów (zm. 1894)
- 1812 – Piotr Skawiński, polski agronom, wynalazca, uczestnik powstania listopadowego, działacz emigracyjny (zm. 1902)
- 1821 – Wacław Szymanowski, polski pisarz, dziennikarz (zm. 1886)
- 1823 – Henryk Rodakowski, polski malarz, portrecista (zm. 1894)
- 1825 – Jules Oppert, francuski asyrolog pochodzenia niemieckiego (zm. 1905)
- 1828:
  - Luigi Oreglia di Santo Stefano, włoski kardynał (zm. 1913)
  - Adolf Schreyer, niemiecki malarz (zm. 1899)
- 1830 – Henry Peach Robinson, brytyjski fotograf, teoretyk fotografii (zm. 1901)
- 1831 – Wilhelm His, niemiecki embriolog, anatom, histolog (zm. 1904)
- 1832 – Tomás Estrada Palma, kubański generał, polityk, prezydent Kuby (zm. 1908)
- 1833 – Josipina Turnograjska, słoweńska poetka, pisarka (zm. 1854)
- 1834 – Jan Neruda, czeski prozaik, poeta, dziennikarz (zm. 1891)
- 1836 – Zofia Wilhelmina Nassau, królowa Szwecji i Norwegii (zm. 1913)
- 1840 – Klemens Koehler, polski lekarz, uczestnik powstania styczniowego (zm. 1901)
- 1841 – Theodore Schwan, amerykański generał major pochodzenia niemieckiego (zm. 1926)
- 1845:
  - George Darwin, brytyjski matematyk, astronom (zm. 1912)
  - Gilbert Elliot-Murray-Kynynmound, brytyjski arystokrata, wojskowy, polityk, administrator kolonialny (zm. 1914)
- 1846 – Augusto Silj, włoski kardynał (zm. 1926)
- 1847 – Nikołaj Astudin, rosyjski malarz (zm. 1925)
- 1848 – Robert I Bourbon, książę Parmy (zm. 1907)
- 1850 – Iwan Wazow, bułgarski prozaik, poeta, dramaturg (zm. 1921)
- 1852:
  - Paulina Malecka, polska zakonnica (zm. 1927)
  - Wilhelm Sommer, niemiecki neurolog, psychiatra, antropolog, patolog (zm. 1900)
- 1854 – Franciszek Witecki, polski mistrz krawecki, działacz narodowy, społeczny i śpiewaczy (zm. 1922)
- 1855 – Paul Zilcher, niemiecki kompozytor pochodzenia holenderskiego (zm. 1943)
- 1858 – Franz Boas, amerykański antropolog, językoznawca pochodzenia niemieckiego (zm. 1942)
- 1868 – Gustav Noske, niemiecki polityk (zm. 1946)
- 1869 – Dionigio Casaroli, włoski duchowny katolicki, arcybiskup Gaety (zm. 1966)
- 1870 – Mathew Beard, amerykański superstulatek (zm. 1985)
- 1871 – Julius Sommer, niemiecki matematyk (zm. 1943)
- 1876 – Manara Valgimigli, włoski filolog klasyczny, pisarz (zm. 1965)
- 1877 – Czesław Sokołowski, polski duchowny katolicki, biskup siedlecki (zm. 1951)
- 1878 – Richard Sheldon, amerykański lekkoatleta, kulomiot i dyskobol (zm. 1935)
- 1879:
  - Friedrich Adler, austriacki filozof, pisarz, polityk (zm. 1960)
  - Carlos Chagas, brazylijski lekarz, parazytolog (zm. 1934)
  - Ottorino Respighi, włoski kompozytor, muzykolog, dyrygent (zm. 1936)
- 1880 – Natalia Szeremietjewska, rosyjska księżna (zm. 1952)
- 1881:
  - Arvid Andersson, szwedzki przeciągacz liny (zm. 1956)
  - Czesław Mączyński, polski pułkownik artylerii, historyk, nauczyciel, polityk, poseł na Sejm RP (zm. 1935)
- 1882:
  - Turmagambet Iztleuow, kazachski śpiewak, poeta, tłumacz (zm. 1939)
  - Anastazy Pankiewicz, polski duchowny katolicki, bernardyn, męczennik, błogosławiony (zm. 1942)
  - Charles Ruthenberg, amerykański działacz robotniczy pochodzenia niemieckiego (zm. 1927)
- 1884 – Michaił Borodin, radziecki dziennikarz, działacz komunistyczny (zm. 1951)
- 1885:
  - Cyryl Czarkowski-Golejewski, polski ziemianin, winiarz (zm. 1940)
  - Richard Lund, szwedzki aktor (zm. 1960)
  - Jakub Plezia, polski kapitan piechoty, nauczyciel (zm. 1941)
  - Caius Welcker, holenderski piłkarz (zm. 1939)
- 1886 – Pierre Prüm, luksemburski prawnik, polityk, premier Luksemburga (zm. 1950)
- 1887:
  - Emilio Mola, hiszpański generał (zm. 1937)
  - Samuel Eliot Morison, amerykański kontradmirał, historyk (zm. 1976)
- 1889:
  - Mikołaj Asiejew, rosyjski poeta, teoretyk literatury, tłumacz (zm. 1963)
  - Jan Kok, holenderski piłkarz (zm. 1958)
  - Nils Thomas, norweski żeglarz sportowy (zm. 1979)
- 1890 – Kostiantyn Wrotnowski-Sywoszapka, rosyjski i ukraiński pułkownik, emigracyjny działacz społeczny (zm. 1929)
- 1891:
  - Clarence Norman Brunsdale, amerykański polityk, senator (zm. 1978)
  - Adam Landy, polski nauczyciel, działacz związkowy, socjalistyczny i komunistyczny pochodzenia żydowskiego (zm. 1937)
- 1892:
  - Erik Herseth, norweski wojskowy, żeglarz sportowy, śpiewak operowy (zm. 1993)
  - Maria Maykowska, polska filolog klasyczna, wykładowczyni akademicka (zm. 1967)
- 1893:
  - Mieczysław Gutkowski, polski prawnik, wykładowca akademicki (zm. 1943)
  - Maria Morstin-Górska, polska poetka, publicystka, tłumaczka (zm. 1972)
  - Max Ritter von Mulzer, niemiecki pilot wojskowy, as myśliwski (zm. 1916)
  - Dorothy Thompson, amerykańska dziennikarka (zm. 1961)
- 1894:
  - Piotr Kapica, rosyjski fizyk, wykładowca akademicki, laureat Nagrody Nobla (zm. 1984)
  - Percy Spencer, amerykański inżynier, wynalazca (zm. 1970)
- 1896 – Thomas Barlow, amerykański koszykarz (zm. 1983)
- 1897:
  - Janina Brzostowska, polska pisarka, tłumaczka (zm. 1986)
  - Jean Cassou, francuski pisarz, muzealnik (zm. 1986)
- 1898:
  - Petyr Gabrowski, bułgarski adwokat, polityk, tymczasowy premier Bułgarii (zm. 1945)
  - Fred M. MacLean, amerykański scenograf (zm. 1976)
- 1900:
  - Ida Ehre, czesko-austriacko-niemiecka aktorka, reżyserka filmowa pochodzenia żydowskiego (zm. 1989)
  - Joseph LaShelle, amerykański operator filmowy (zm. 1989)
- 1901:
  - Edmund Beyl, niemiecki nauczyciel, polityk nazistowski (zm. 1969)
  - Barbara Cartland, brytyjska pisarka (zm. 2000)
  - Czesław Grajek, polski drukarz, działacz ruchu robotniczego (zm. 1973)
  - Jester Hairston, amerykański aktor, kompozytor, aranżer, dyrygent chóralny (zm. 2000)
  - Janusz Mazanek, polski aktor, reżyser teatralny (zm. 1988)
- 1902:
  - Gerhart Pohl, niemiecki pisarz, krytyk literacki (zm. 1966)
  - Czesław Sadowski, polski malarz (zm. 1959)
- 1904 – Felicja Kalicka, polska działaczka komunistyczna, historyk ruchu robotniczego (zm. 1999)
- 1906 – Zygmunt Ugiański, polski działacz korporacyjny, społeczny i polityczny (zm. 1972)
- 1907 – Pavle Đurišić, serbski podpułkownik, kolaborant, zbrodniarz wojenny (zm. 1945)
- 1908 – Minor White, amerykański fotograf (zm. 1976)
- 1909:
  - Tadeusz Drzewiecki, polski polityk emigracyjny (zm. 1995)
  - Sven Jonasson, szwedzki piłkarz (zm. 1984)
  - Jerzy Romański, polski architekt (zm. 1968)
  - George Clifford Sziklai, amerykański inżynier, wynalazca pochodzenia węgierskiego (zm. 1998)
- 1910 – Kenneth W. Dyal, amerykański polityk (zm. 1978)
- 1911:
  - Ben Eastman, amerykański lekkoatleta, sprinter i średniodystansowiec (zm. 2002)
  - Mervyn Peake, brytyjski artysta, poeta, ilustrator (zm. 1968)
  - Karl Proisl, austriacki kajakarz, kanadyjkarz (zm. 1949)
  - Władysław Rydzewski, polski zoolog, ornitolog (zm. 1980)
  - John Archibald Wheeler, amerykański fizyk (zm. 2008)
- 1912:
  - Czesław Borowczyk, polski grafik, rysownik, ilustrator (zm. 1995)
  - Stefan Kopeć, polski ekonomista, polityk, poseł na Sejm PRL (zm. 1983)
- 1913:
  - Vittore Branca, włoski historyk literatury, wykładowca akademicki (zm. 2004)
  - Ted Grant, brytyjski polityk, trockista pochodzenia żydowskiego (zm. 2006)
- 1914:
  - Tadeusz Papier, polski pisarz (zm. 1991)
  - Willi Stoph, niemiecki polityk, przewodniczący Rady Państwa i premier NRD (zm. 1999)
- 1915:
  - Karin Falencki, polska aktorka, kolekcjonerka, działaczka charytatywna (zm. 2010)
  - Alfred Orda, polski śpiewak operowy (baryton) (zm. 2004)
  - Richard Pietsch, niemiecki językoznawca (zm. 2007)
- 1916:
  - Edward Heath, brytyjski polityk, premier Wielkiej Brytanii (zm. 2005)
  - Stanisław Pagaczewski, polski prozaik, poeta (zm. 1984)
  - José Salomón, argentyński piłkarz (zm. 1990)
  - Janusz Zawisza, polski ichtiolog (zm. 1987)
- 1917 – Kay Aldridge, amerykańska aktorka (zm. 1995)
- 1918:
  - Dick Esser, holenderski hokeista na trawie (zm. 1979)
  - Czesław Marchaj, polski żeglarz, teoretyk żeglarstwa (zm. 2015)
- 1919:
  - Olin Jeuck Eggen, amerykański astronom (zm. 1998)
  - Witold Jankowski, polski prawnik, publicysta, działacz katolicki, polityk, poseł na Sejm PRL (zm. 2000)
- 1920 – Ragnhild Magerøy, norweska pisarka (zm. 2010)
- 1921:
  - Albert Ducrocq, francuski pisarz, dziennikarz (zm. 2001)
  - David Charles Jones, amerykański generał, szef sztabu US Air Force (zm. 2013)
- 1922:
  - Krystyna Boboryk, polska nauczycielka, polityk, poseł na Sejm PRL
  - Jim Pollard, amerykański koszykarz (zm. 1993)
- 1923:
  - Jean Couzy, francuski wspinacz (zm. 1958)
  - Marian Dyczek, polski działacz sportowy (zm. 2001)
- 1924:
  - Giovanni Berlinguer, włoski lekarz, bioetyk, polityk (zm. 2015)
  - Jerzy Procnar, polski dyrygent, kompozytor (zm. 1980)
  - Jerzy Regulski, polski ekonomista, polityk (zm. 2015)
- 1925:
  - Ewa Krasnodębska, polska aktorka
  - Peter Ludwig, niemiecki przemysłowiec, mecenas sztuki (zm. 1996)
  - Tom Luken, amerykański polityk (zm. 2018)
  - Maria Swierczewska, polska sanitariuszka AK, uczestniczka powstania warszawskiego (zm. 1944)
- 1926:
  - Pedro Dellacha, argentyński piłkarz (zm. 2010)
  - Benjamin Mottelson, duński fizyk pochodzenia żydowskiego, laureat Nagrody Nobla (zm. 2022)
  - Andrzej Ryżyński, polski inżynier, nauczyciel akademicki (zm. 2017)
- 1927:
  - David Diop, senegalski poeta (zm. 1960)
  - Red Kelly, kanadyjski hokeista, trener (zm. 2019)
  - Zdzisław Maklakiewicz, polski aktor (zm. 1977)
  - Zygfryd Rymaszewski, polski historyk prawa (zm. 2024)
- 1928:
  - Federico Bahamontes, hiszpański kolarz szosowy (zm. 2023)
  - Vince Edwards, amerykański aktor, reżyser, piosenkarz (zm. 1996)
  - Anna Jerzmańska, polska paleontolog, profesor nauk przyrodniczych (zm. 2003)
  - Marcel Schlechter, luksemburski działacz związkowy, polityk, minister transportu, energii i robót publicznych, eurodeputowany (zm. 2023)
- 1929:
  - Malcolm Galt, trynidadzko-tobagijski duchowny katolicki, biskup Bridgetown (zm. 2022)
  - Hassan II, król Maroka (zm. 1999)
  - Lee Hazlewood, amerykański piosenkarz (zm. 2007)
  - Zbyszko Piwoński, polski nauczyciel, polityk, wojewoda zielonogórski, senator RP (zm. 2022)
- 1930:
  - Iwan Boboszko, ukraiński piłkarz (zm. 2012)
  - Allan Lawrence, australijski lekkoatleta, długodystansowiec (zm. 2017)
  - Andrzej Przypkowski, polski pisarz (zm. 2013)
  - Stuart Williams, walijski piłkarz (zm. 2013)
- 1931:
  - Julio Graffigna, argentyński zapaśnik (zm. 2015)
  - Jerzy Kałucki, polski malarz, scenograf (zm. 2022)
- 1932:
  - Anna Lehmann, polska nauczycielka, poseł na Sejm PRL (zm. 2023)
  - Andrzej Mirecki, polski aktor (zm. 2025)
  - Donald Rumsfeld, amerykański polityk, sekretarz obrony (zm. 2021)
  - Ahmad Fathi Surur, egipski prawnik, polityk, dyplomata, minister edukacji, przewodniczący Zgromadzenia Ludowego (zm. 2024)
- 1933:
  - Nodar Gabunia, gruziński pianista, kompozytor (zm. 2000)
  - Henryk Gawroński, polski polityk, minister przemysłu maszynowego (zm. 2019)
  - Elem Klimow, rosyjski reżyser filmowy (zm. 2003)
  - Oliver Sacks, brytyjski neurolog, publicysta (zm. 2015)
  - Paul-Emile Saadé, libański duchowny maronicki, biskup Batrun (zm. 2022)
  - Edward Szymanek, polski duchowny katolicki, biblista, przełożony generalny Towarzystwa Chrystusowego dla Polonii Zagranicznej (zm. 2018)
- 1934:
  - John Clegg, brytyjski aktor (zm. 2024)
  - Michael Graves, amerykański architekt, designer (zm. 2015)
- 1935:
  - Charles Grimes, amerykański wioślarz (zm. 2007)
  - Mercedes Sosa, argentyńska pieśniarka (zm. 2009)
  - Tarsycjusz Waszecki, polski duchowny katolicki, franciszkanin, kaznodzieja, autor książek o tematyce religijnej (zm. 2013)
- 1936:
  - Bogusław Domagała, polski ekonomista, działacz partyjny i rolniczy, wicewojewoda kielecki (zm. 2025)
  - Janusz Jutrzenka Trzebiatowski, polski rzeźbiarz, malarz, scenograf, poeta
  - Richard Wilson, szkocki aktor
  - David Zinman, amerykański skrzypek, dyrygent
- 1937:
  - Roberto Gervaso, włoski dziennikarz, pisarz (zm. 2020)
  - David Hockney, brytyjski malarz, fotograf, projektant mody
  - Barry Howard, brytyjski aktor (zm. 2016)
  - Bill Kini, nowozelandzki bokser, rugbysta (zm. 2012)
  - Josef Vacenovský, czeski piłkarz (zm. 2023)
  - Franz Vorrath, niemiecki duchowny katolicki, biskup pomocniczy Essen (zm. 2022)
- 1938:
  - Lija Achiedżakowa, rosyjska aktorka
  - Brian Dennehy, amerykański aktor (zm. 2020)
  - Philippe Pottier, szwajcarski piłkarz (zm. 1985)
- 1939:
  - Paul-Henry Gendebien, belgijski polityk, eurodeputowany (zm. 2024)
  - Ihor Kałyneć, ukraiński poeta, prozaik, więzień polityczny (zm. 2025)
  - Michael Jarboe Sheehan, amerykański duchowny katolicki, biskup Lubbock, arcybiskup Santa Fe (zm. 2023)
  - Bogusław Żurakowski, polski poeta, literaturoznawca, aksjolog, pedagog (zm. 2020)
- 1940:
  - Anna Bańkowska, polska tłumaczka
  - Jair da Costa, brazylijski piłkarz (zm. 2025)
  - Henryk Handy, polski hokeista (zm. 2007)
  - Władysław Wrona, polski polityk, rolnik, poseł na Sejm RP
- 1941:
  - Tadeusz Borowski, polski aktor (zm. 2022)
  - Nancy Farmer, amerykańska pisarka
  - Laura González Álvarez, hiszpańska polityk, eurodeputowana
  - Jan Lehane, australijska tenisistka
  - Arystarch (Stankiewicz), białoruski duchowny prawosławny, arcybiskup homelski i żłobiński (zm. 2012)
- 1942:
  - Johnny Laboriel, meksykański piosenkarz (zm. 2013)
  - Richard Roundtree, amerykański aktor (zm. 2023)
- 1943:
  - Gerd Althoff, niemiecki historyk
  - Jadwiga Bryła, polska biolog, biochemik
  - John Casper, amerykański astronauta
  - Tomasz Mamiński, polski polityk, działacz związkowy, poseł na Sejm RP
  - Suzanne Rogers, amerykańska aktorka
- 1944:
  - Glen Cook, amerykański pisarz
  - Wiktor Kriwulin, rosyjski pisarz (zm. 2001)
  - Zdzisława Pabjańczyk-Ogłozińska, polska koszykarka (zm. 2011)
- 1945:
  - Erminio Enzo Boso, włoski polityk, eurodeputowany (zm. 2019)
  - Baudilio Jáuregui, urugwajski piłkarz, trener
  - Dean Koontz, amerykański pisarz
  - Antonio López Castillo, wenezuelski duchowny katolicki, arcybiskup Barquisimeto (zm. 2021)
  - Mike Riordan, amerykański koszykarz
  - Andrzej Zamilski, polski trener piłkarski
- 1946:
  - John Michael Miller, kanadyjski duchowny katolicki, arcybiskup Vancouver
  - Bon Scott, australijski wokalista, członek zespołu AC/DC (zm. 1980)
  - Dominique Souchet, francuski polityk, dyplomata
- 1947:
  - Jerney Kaagman, holenderska piosenkarka
  - Mitch Mitchell, brytyjski perkusista, członek zespołu The Jimi Hendrix Experience (zm. 2008)
  - Włodzimierz Puzyna, polski fizyk, nauczyciel akademicki, polityk, poseł na Sejm RP
  - Clemente Sánchez, meksykański bokser (zm. 1978)
  - O.J. Simpson, amerykański futbolista, aktor, przestępca (zm. 2024)
- 1948:
  - Jean Leonetti, francuski kardiolog, polityk
  - Mani Menon, amerykański urolog pochodzenia hinduskiego
  - Jerzy Skoczylas, polski satyryk, członek kabaretu Elita, samorządowiec
- 1949:
  - Raoul Cédras, haitański wojskowy, polityk, dyktator
  - Grzegorz Gorzelak, polski ekonomista
- 1950:
  - Wiktor Janukowycz, ukraiński polityk, premier i prezydent Ukrainy
  - Adriano Panatta, włoski tenisista
- 1951:
  - Chris Cooper, amerykański aktor
  - Māris Gailis, łotewski przedsiębiorca, polityk, premier Łotwy
  - Eugeniusz Knapik, polski kompozytor, pianista
  - Anna Tomaszewska, polska aktorka
- 1952:
  - John Tesh, amerykański kompozytor, prezenter radiowy i telewizyjny
  - Andrej Żelazkow, bułgarski piłkarz, trener i działacz piłkarski
- 1953:
  - Scott Autrey, amerykański żużlowiec
  - Michał Figlus, polski polityk, przedsiębiorca, poseł na Sejm RP
  - Lennart Larsson, szwedzki piłkarz
  - Wanda Łyżwińska, polska ekonomistka, polityk, poseł na Sejm RP
- 1954:
  - Théophile Abega, kameruński piłkarz (zm. 2012)
  - Torbjörn Nilsson, szwedzki piłkarz, trener
  - Tadeusz Szurman, polski duchowny luterański, biskup katowicki (zm. 2014)
- 1955:
  - Steve Coppell, angielski piłkarz, trener
  - Lindsey Graham, amerykański polityk, senator
  - Mieczysław Łuczak, polski samorządowiec, polityk, poseł na Sejm RP
  - Jimmy Smits, amerykański aktor, producent filmowy
  - Willie Wilson, amerykański baseballista
- 1956:
  - Piotr Dumała, polski reżyser, scenarzysta, pisarz, rysownik
  - Aszot Galojan, ormiański historyk, polityk, dyplomata
  - Tom Hanks, amerykański aktor, reżyser i producent filmowy
  - Zenon Michalak, polski przedsiębiorca, polityk, poseł na Sejm RP
  - Grażyna Orlińska, polska poetka, autorka tekstów piosenek
- 1957:
  - Marc Almond, brytyjski wokalista, kompozytor, członek zespołu Soft Cell, aktor
  - Siw Karlström, szwedzka lekkoatletka, chodziarka
  - Ardian Klosi, albański dziennikarz, tłumacz, albanolog (zm. 2012)
  - Kelly McGillis, amerykańska aktorka
  - Jim Paxson, amerykański koszykarz
  - Joe Vásquez, amerykański duchowny katolicki pochodzenia meksykańskiego, biskup Austin
- 1958:
  - Pavol Blažek, słowacki lekkoatleta, chodziarz
  - Fernando Braga, włoski szachista, trener pochodzenia argentyńskiego
  - Santiago Llorente, hiszpański lekkoatleta, biegacz przełajowy (zm. 2020)
  - Marcin Michalski, polski koszykarz
- 1959:
  - Jurij Iwanow, rosyjski skoczek narciarski
  - Jim Kerr, szkocki wokalista, członek zespołu Simple Minds
  - Antoni Konopka, polski samorządowiec, wicemarszałek województwa opolskiego
  - Tomasz Lewandowski, polski żeglarz sportowy (zm. 2012)
  - D.H. Peligro, amerykański perkusista, członek zespołów: Dead Kennedys, Red Hot Chili Peppers, Nailbomb, The Feederz (zm. 2022)
- 1960:
  - László Bíró, węgierski zapaśnik
  - Dr. Motte, niemiecki didżej, muzyk
  - Juan Manuel Ferrández Lezaun, hiszpański ekonomista, polityk, eurodeputowany
- 1961:
  - Chris Anderson, amerykański wydawca, publicysta pochodzenia brytyjskiego
  - Raymond Cruz, amerykański aktor pochodzenia meksykańskiego
- 1962:
  - Zsolt Gömöry, węgierski klawiszowiec, członek zespołu Omega
  - Aloyzas Kveinys, litewski szachista (zm. 2018)
  - Robert Luśnia, polski polityk, przedsiębiorca, poseł na Sejm RP
- 1963 – Patrick Hürlimann, szwajcarski curler
- 1964:
  - Courtney Love, amerykańska wokalistka, gitarzystka, członkini zespołu Hole, aktorka
  - Mieczysław Szcześniak, polski piosenkarz, kompozytor, autor tekstów
  - Gianluca Vialli, włoski piłkarz, trener (zm. 2023)
  - Enea Zhegu, albański aktor (zm. 2022)
- 1965:
  - Frank Bello, amerykański basista, członek zespołu Anthrax
  - Nadine Capellmann, niemiecka jeźdźczyni sportowa
  - Mirosław Kropielnicki, polski aktor
  - David O’Hara, brytyjski aktor
  - Natalja Woronowa, rosyjska lekkoatletka, sprinterka
- 1966:
  - Pamela Adlon, amerykańska aktorka
  - Erwin Contreras, belizeński piłkarz, polityk
  - Pauline Davis-Thompson, bahamska lekkoatletka, sprinterka
  - Eric Melvin, amerykański gitarzysta, członek zespołu NOFX
  - Amélie Nothomb, belgijska pisarka
  - Jon Schmidt, amerykański pianista, kompozytor
  - Zoran Terzić, serbski siatkarz, trener
- 1967:
  - Michael Carruth, irlandzki bokser
  - Nathalie Gendron, francuska kolarka szosowa i torowa
  - Lidia Klat-Wertelecka, polska prawnik (zm. 2017)
  - Jordan Leczkow, bułgarski piłkarz, działacz piłkarski, polityk
  - Khaled Lounici, algierski piłkarz, trener
  - Arthur Slade, kanadyjski pisarz, autor literatury dziecięcej i młodzieżowej
- 1968:
  - Álex Aguinaga, ekwadorski piłkarz, trener
  - Jacek Bartmiński, polski prawnik, urzędnik państwowy, wiceminister
  - Paolo Di Canio, włoski piłkarz, trener
  - Valner Franković, chorwacki piłkarz ręczny
  - Elin Kristiansen, norweska biathlonistka
  - Martin Pecina, czeski polityk
  - Elisabetta Perrone, włoska lekkoatletka, chodziarka
  - Arjan Xhumba, albański piłkarz
- 1969:
  - Agnieszka Kłopotek, polska zootechnik, polityk, posłanka na Sejm RP
  - Chris Louis, brytyjski żużlowiec
  - Dordżsürengijn Mönchbajar, mongolska i niemiecka strzelczyni sportowa
  - Eduardo Santamarina, meksykański aktor, model
  - Gert-Jan Segers, holenderski politolog, misjonarz, polityk
- 1970:
  - Ilmārs Bricis, łotewski biathlonista
  - Krzysztof Jankowski, polski żużlowiec
  - Natacha Lindinger, francuska aktorka
  - Grzegorz Raniewicz, polski przedsiębiorca, samorządowiec, polityk, poseł na Sejm RP
  - Branko Strupar, belgijski piłkarz pochodzenia chorwackiego
- 1971:
  - Marc Andreessen, amerykański przedsiębiorca
  - Ewa Konstancja Bułhak, polska aktorka, wokalistka
  - Scott Grimes, amerykański aktor, piosenkarz, kompozytor
  - Serhij Koniuszenko, ukraiński piłkarz, trener
  - Melissa Morrison-Howard, amerykańska lekkoatletka, płotkarka
  - Markus Nüssli, szwajcarski bobsleista
  - Zeke Steggall, australijski snowboardzista
- 1972:
  - Piotr Górnikiewicz, polski samorządowiec, polityk, przedsiębiorca, poseł na Sejm RP
  - Arczil Kikodze, gruziński pisarz, aktor, scenarzysta i operator filmowy, fotograf, podróżnik, dziennikarz, działacz społeczny, wspinacz, przewodnik górski
  - Derek Mills, amerykański lekkoatleta, sprinter
- 1973:
  - Sid-Ahmed Benamara, algierski piłkarz
  - Bogna Janke, polska dziennikarka, urzędnik państwowy i dyplomata
  - Nenad Konstantinović, serbski polityk
  - Shigeyoshi Mochizuki, japoński piłkarz
  - Enrique Murciano, amerykański aktor pochodzenia kubańskiego
  - Aleksandr Pawłow, białoruski zapaśnik
  - Piotr Paziński, polski dziennikarz, pisarz, eseista, krytyk literacki, tłumacz
  - Elke Schall, niemiecka tenisistka stołowa
- 1974:
  - Gary Kelly, irlandzki piłkarz
  - Pete Parada, amerykański perkusista, członek zespołów: Face to Face, Alkaline Trio, Saves the Day, The Offspring, Steel Prophet, Jackson United, Halford, Ali Handel i Engine
  - Nikola Sarcevic, szwedzki basista, wokalista, autor tekstów pochodzenia serbskiego, członek zespołu Millencolin
  - Kārlis Skrastiņš, łotewski hokeista (zm. 2011)
- 1975:
  - Shelton Benjamin, amerykański wrestler
  - Isaac Brock, amerykański wokalista, gitarzysta
  - Jessica Folcker, szwedzka piosenkarka
  - Gaizka Garitano, baskijski piłkarz, trener
  - Marek Lechki, polski reżyser, scenarzysta i producent filmowy, muzyk, kompozytor
  - Květa Peschke, czeska tenisistka
  - Iwajło Petew, bułgarski piłkarz, trener
  - Jack White, amerykański wokalista, gitarzysta, członek zespołu The White Stripes
- 1976:
  - Arturo Carmona, meksykański piłkarz, aktor
  - Dan Estrin, amerykański gitarzysta, kompozytor, członek zespołu Hoobastank
  - Emmanuelle Gagliardi, szwajcarska tenisistka
  - Jekatierina Gusiewa, rosyjska aktorka
  - Adam Muraszko, polski muzyk, kompozytor, multiinstrumentalista, autor tekstów
  - Radike Samo, australijski rugbysta pochodzenia fidżyjskiego
  - Fred Savage, amerykański aktor, producent, reżyser filmowy i telewizyjny
  - Jochem Uytdehaage, holenderski łyżwiarz szybki
- 1977:
  - Eduardo Fentanes, meksykański trener piłkarski
  - Witalij Gierasimow, rosyjski dowódca wojskowy, generał major (zm. 2022)
  - Tomasz Miśkiewicz, polski duchowny muzułmański, mufti Muzułmańskiego Związku Religijnego
  - Jewgienij Podgorny, rosyjski gimnastyk
- 1978:
  - Aryam Abreu Delgado, kubański szachista, trener
  - Kyle Davis, amerykański aktor
  - Kara Goucher, amerykańska lekkoatletka, biegaczka długodystansowa
  - Jaka Lakovič, słoweński koszykarz
  - Linda Park, amerykańska aktorka pochodzenia koreańskiego
  - Gulnara Samitowa-Gałkina, rosyjska lekkoatletka, biegaczka długodystansowa
- 1979:
  - Kōji Nakata, japoński piłkarz
  - Florian Trimpl, niemiecki strongman
- 1980:
  - Swietłana Abrosimowa, rosyjska koszykarka
  - Jhoel Herrera, peruwiański piłkarz
  - Krzysztof Jarmuż, polski motocyklista rajdowy
  - Sebastian Sylvester, niemiecki bokser
- 1981:
  - Katarzyna Anzorge, polska aktorka
  - Cho Jae-jin, południowokoreański piłkarz
  - Duże Pe, polski raper
  - Justyna Jeziorna, polska koszykarka
  - Lee Chun-soo, południowokoreański piłkarz
  - Rutger Smith, holenderski lekkoatleta, kulomiot i dyskobol
- 1982:
  - Maggie Ma, kanadyjska aktorka
  - Sidão, brazylijski siatkarz
  - Sakon Yamamoto, japoński kierowca wyścigowy
- 1983:
  - Marco Dapper, amerykański aktor, model
  - Lucia Micarelli, amerykańska skrzypaczka
  - Aleksandra Paluch, polska piłkarka ręczna
  - Chie Yoshizawa, japońska siatkarka
- 1984:
  - Łukasz Błach, polski judoka
  - Olusoji Fasuba, nigeryjski lekkoatleta, sprinter
  - Hanna R. Hall, amerykańska aktorka
- 1985:
  - Nicola Cassio, włoski pływak
  - Paweł Korzeniowski, polski pływak
  - Masashi Nishiyama, japoński judoka
  - Alex Phillips, brytyjska polityk, posłanka do Parlamentu Europejskiego
  - Ashley Young, angielski piłkarz
- 1986:
  - Sébastien Bassong, kameruński piłkarz
  - Simon Dumont, amerykański narciarz dowolny
  - Severo Meza, meksykański piłkarz
  - Robert Proch, polski malarz, twórca filmów animowanych (zm. 2019)
  - Piroska Szamoránsky, węgierska piłkarka ręczna
  - Kiely Williams, amerykańska aktorka, tancerka
- 1987:
  - Wołodymyr Parasiuk, ukraiński polityk
  - Oleg Sîrghi, mołdawski sztangista
  - Valerie Sweeting, kanadyjska curlerka
- 1988:
  - Kim Ju-young, południowokoreański piłkarz
  - Raul Rusescu, rumuński piłkarz
- 1989:
  - Lucia Bosetti, włoska siatkarka
  - Roman Koudelka, czeski skoczek narciarski
  - Varatchaya Wongteanchai, tajska tenisistka
- 1990:
  - Bandar Al-Ahbabi, emiracki piłkarz
  - Joe Corona, amerykański piłkarz pochodzenia meksykańsko-salwadorskiego
  - Paulette García, portorykańska siatkarka
  - Kuba Giermaziak, polski kierowca wyścigowy
  - Lucas Lima, brazylijski piłkarz
  - Greg Monroe, amerykański koszykarz
  - Gnonsiane Niombla, francuska piłkarka ręczna pochodzenia iworyjskiego
  - Fábio da Silva, brazylijski piłkarz
  - Rafael da Silva, brazylijski piłkarz
  - Enda Stevens, irlandzki piłkarz
- 1991:
  - Gioia Barbieri, włoska tenisistka
  - Clara Hagman, szwedzka piosenkarka
  - Mitchel Musso, amerykański aktor, piosenkarz
  - Riley Reid, amerykańska aktorka pornograficzna
  - Maryna Słucka, białoruska judoczka
  - Lisa Vitting, niemiecka pływaczka
- 1992:
  - Douglas Booth, brytyjski aktor, model
  - Piotr Pyszniak, polski koszykarz
  - Kyle Smith, szkocki curler
- 1993:
  - Zsuzsanna Király-Tálas, węgierska siatkarka
  - Mitch Larkin, australijski pływak
  - Roberts Stumbris, łotewski koszykarz
  - Martin Tungevaag, norweski didżej, producent muzyczny
  - DeAndre Yedlin, amerykański piłkarz pochodzenia łotewskiego
- 1994:
  - Luka Đorđević, czarnogórski piłkarz
  - Akiane Kramarik, amerykańska malarka, poetka
  - Ronald Matarrita, kostarykański piłkarz
  - Jordan Mickey, amerykański koszykarz
- 1995:
  - Georgie Henley, brytyjska aktorka
  - Łukasz Kaczmarek, polski żużlowiec (zm. 2024)
  - Sandro Ramírez, hiszpański piłkarz
- 1996:
  - Kevin Hervey, amerykański koszykarz
  - Iwan Zot´ko, ukraiński piłkarz
- 1997:
  - Hanna Ihedioha, niemiecka snowboardzistka pochodzenia nigeryjskiego
  - Cristian Rivera, hiszpański piłkarz
  - Tatjana Smith, południowoafrykańska pływaczka
  - Lamar Stevens, amerykański koszykarz
- 1998:
  - Robert Capron, amerykański aktor
  - Sachin Giri, indyjski zapaśnik
  - Dennis Hadžikadunić, bośniacki piłkarz
- 1999:
  - Sandra Bernal, polska strzelczyni sportowa
  - Wahan Biczachczian, ormiański piłkarz
  - Claire Corlett, kanadyjska aktorka, piosenkarka
  - Jaylen Nowell, amerykański koszykarz
  - Camille Rast, szwajcarska narciarka alpejska
- 2000:
  - Joanna Kil, polska skoczkini narciarska
  - Klimient Kolesnikow, rosyjski pływak
  - Miguel Silva, wenezuelski piłkarz, bramkarz
- 2001 – Luis Nlavo, piłkarz z Gwinei Równikowej
- 2002:
  - Amaury Cordeel, belgijski kierowca wyścigowy
  - Hugo Siquet, belgijski piłkarz
- 2003:
  - Conor Bradley, północnoirlandzki piłkarz
  - Baltasar Rodríguez, argentyński piłkarz
- 2004 – Jakub Jezierski, polski piłkarz
- 2006 – Martín Krug, panamski piłkarz pochodzenia niemieckiego

## Zmarli
- 518 – Anastazjusz I, cesarz bizantyński (ur. ok. 430)
- 1078 – Piotr I, hrabia Sabaudii (ur. ok. 1048)
- 1228 – Stephen Langton, angielski duchowny katolicki, arcybiskup Canterbury (ur. ok. 1160)
- 1270 – István Báncsa, węgierski duchowny katolicki, biskup Vác, arcybiskup Ostrzyhomia, kardynał (ur. ?)
- 1386:
  - Leopold III Habsburg, książę Austrii, Styrii i Karyntii (ur. 1351)
  - Arnold Winkelried, szwajcarski bohater narodowy (ur. ?)
- 1394 – Mikołaj III, książę opawski (ur. ok. 1349)
- 1437 – Joanna z Nawarry, księżna Bretanii, królowa Anglii (ur. ok. 1370)
- 1441 – Jan van Eyck, niderlandzki malarz (ur. ok. 1390)
- 1491 – Joanna Scopelli, włoska karmelitanka, błogosławiona (ur. 1428)
- 1507 – Jonasz III, metropolita kijowski (ur. ?)
- 1521 – Raffaele Sansoni Riario, włoski kardynał (ur. 1461)
- 1535 – Antoine du Prat, francuski duchowny katolicki, arcybiskup Sens, kardynał (ur. 1463)
- 1539 – Adrian Fortescue, angielski męczennik, błogosławiony (ur. ok. 1480)
- 1561 – Sebald Heyden, niemiecki kantor, muzykolog, teolog, poeta religijny (ur. 1499)
- 1562 – Andrzej Czarnkowski, polski duchowny katolicki, biskup poznański, sekretarz królewski (ur. 1507)
- 1572 – Męczennicy z Gorkum:
  - Piotr z Asche, belgijski franciszkanin, męczennik, święty (ur. 1530)
  - Willad z Danii, duński franciszkanin, męczennik, święty (ur. 1482)
  - Godfryd van Duynsen, holenderski duchowny katolicki, męczennik, święty (ur. 1502)
  - Teodoryk Endem, holenderski franciszkanin, męczennik, święty (ur. 1499)
  - Antoni z Hoornaert, holenderski franciszkanin, męczennik, święty (ur. ?)
  - Adrian Jansen, holenderski norbertanin, męczennik, święty katolicki (ur. 1528 lub 32)
  - Mikołaj Janssen, holenderski duchowny katolicki, męczennik, święty (ur. 1532)
  - Nikazjusz Jonson, holenderski franciszkanin, męczennik, święty (ur. 1522)
  - Jan z Kolonii, niemiecki dominikanin, męczennik, święty (ur. ?)
  - Jakub La Coupe, belgijski duchowny katolicki, męczennik, święty (ur. 1541)
  - Jan Lenartz, holenderski augustianin, męczennik, święty (ur. 1504)
  - Gotfryd z Melveren, belgijski franciszkanin, męczennik, święty (ur. 1512)
  - Mikołaj Pick, holenderski franciszkanin, męczennik, święty (ur. 1543)
  - Franciszek Roye, belgijski franciszkanin, męczennik, święty (ur. 1522)
  - Leonard Vechel, holenderski duchowny katolicki, męczennik, święty (ur. ok. 1527)
  - Antoni z Weert, holenderski franciszkanin, męczennik, święty (ur. 1522)
  - Hieronim z Weert, holenderski franciszkanin, męczennik, święty (ur. 1522)
  - Korneliusz Wijk, holenderski franciszkanin (brat zakonny), męczennik, święty (ur. 1548)
  - Andrzej Wouters, holenderski duchowny katolicki, męczennik, święty (ur. 1542)
- 1624 – Martin Kolsdorf, niemiecki duchowny katolicki, biskup pomocniczy wrocławski (ur. ok. 1585)
- 1627 – Dirck Camphuysen, niderlandzki teolog, malarz, poeta (ur. 1586)
- 1654 – Ferdynand IV Habsburg, król Czech i król Węgier, król rzymski, książę cieszyński (ur. 1633)
- 1661 – Fryderyk Wittelsbach, hrabia palatyn i książę Palatynatu-Zweibrücken-Veldenz (ur. 1616)
- 1673 – Johann Rudolph Ahle, niemiecki kompozytor, organista, poeta (ur. 1625)
- 1677 – Angelus Silesius, śląski poeta tworzący w języku niemieckim (ur. 1624)
- 1685 – Kazimierz Mintowt Czyż, polski szlachcic, polityk (ur. ?)
- 1696 – Wacław Potocki, polski poeta, satyryk, moralista (ur. 1621)
- 1706 – Pierre Le Moyne d’Iberville, francuski oficer marynarki, podróżnik, odkrywca (ur. 1661)
- 1716 – Joseph Sauveur, francuski matematyk, fizyk, wykładowca akademicki (ur. 1653)
- 1727 – Weronika Giuliani, włoska klaryska kapucynka, mistyczka, stygmatyczka, święta (ur. 1660)
- 1730 – Issachar Berend Lehmann, niemiecki bankier pochodzenia żydowskiego (ur. 1661)
- 1737 – Jan Gaston Medyceusz, wielki książę Toskanii (ur. 1671)
- 1744 – Kasper Niesiecki, polski jezuita, teolog, heraldyk, leksykograf, pisarz (ur. 1682)
- 1746 – Filip V, król Hiszpanii, król Neapolu i Sycylii (ur. 1683)
- 1747 – Giovanni Battista Bononcini, włoski kompozytor (ur. 1670)
- 1754 – Philippe Néricault Destouches, francuski dramaturg, dyplomata (ur. 1680)
- 1758 – José Manuel da Câmara d’Atalaia, portugalski duchowny katolicki, patriarcha Lizbony, kardynał (ur. 1686)
- 1774 – Anna Morandi Manzolini, włoska anatom (ur. 1716)
- 1795 – Henry Seymour Conway, brytyjski arystokrata, wojskowy, polityk (ur. 1721)
- 1797 – Edmund Burke, irlandzki filozof, polityk (ur. 1729)
- 1813 – Nicola Manfroce, włoski kompozytor (ur. 1791)
- 1825 – Hartman Witwer, polski rzeźbiarz pochodzenia austriackiego (ur. 1774)
- 1828 – Gilbert Charles Stuart, amerykański malarz portrecista (ur. 1755)
- 1829 – Henry FitzGerald, brytyjski arystokrata, polityk (ur. 1761)
- 1839 – Joachim Hao Kaizhi, chiński męczennik, święty (ur. 1782)
- 1843 – Washington Allston, amerykański malarz, poeta, prozaik (ur. 1779)
- 1850:
  - Báb, irański działacz religijny, założyciel babizmu (ur. 1819)
  - Jean-Pierre Boyer, haitański wojskowy, polityk, prezydent Haiti (ur. 1776)
  - Zachary Taylor, amerykański generał, polityk, prezydent USA (ur. 1784)
- 1855 – (lub 8 lipca) William Edward Parry, brytyjski żeglarz, badacz Arktyki (ur. 1790)
- 1856 – Amedeo Avogadro, włoski fizyk, wykładowca akademicki (ur. 1776)
- 1857 – Ignacio Álvarez Thomas, argentyński wojskowy, polityk, prezydent Zjednoczonych Prowincji La Platy pochodzenia peruwiańskiego (ur. 1787)
- 1866 – Antonio Matteucci, włoski kardynał (ur. 1802)
- 1875 – Jacques-Marie-Adrien-Césaire Mathieu, francuski duchowny katolicki, biskup Langres, arcybiskup Besançon, kardynał (ur. 1796)
- 1880 – Paul Broca, francuski antropolog, chirurg (ur. 1824)
- 1883 – Filippo Pacini, włoski anatom (ur. 1812)
- 1886 – Mateusz Beksiński, polski przedsiębiorca, uczestnik powstania listopadowego (ur. 1814)
- 1890:
  - Clinton Fisk, amerykański generał major, polityk (ur. 1828)
  - Romuald Hube, polski historyk, prawnik, polityk (ur. 1803)
  - Edmund Stawiski, polski ekonomista, agronom, polityk (ur. 1813)
- 1893 – Alexander Kaufmann, niemiecki inżynier budownictwa (ur. 1830)
- 1894 – Juventino Rosas, meksykański skrzypek, kompozytor (ur. 1868)
- 1897:
  - Alojzy Caburlotto, włoski duchowny katolicki, błogosławiony (ur. 1817)
  - Augustus Tolton, amerykański duchowny katolicki, Sługa Boży (ur. 1854)
- 1900 – Męczennicy z Taiyuanu:
  - Teodoryk Balat, francuski franciszkanin, misjonarz, męczennik, święty (ur. 1858)
  - Andrzej Bauer, francuski franciszkanin, misjonarz, męczennik, święty (ur. 1866)
  - Szymon Chen Ximan, chiński męczennik, święty (ur. 1855)
  - Maria Adolfina Dierk, holenderska misjonarka, męczennica, święta (ur. 1866)
  - Patryk Dong Bodi, chiński męczennik, święty (ur. ok. 1882)
  - Eliasz Facchini, włoski franciszkanin, misjonarz, biskup, męczennik, święty (ur. 1839)
  - Mateusz Feng De, chiński męczennik, święty (ur. 1855)
  - Franciszek Fogolla, włoski franciszkanin, misjonarz, biskup, męczennik, święty (ur. 1839)
  - Maria Giuliani, włoska misjonarka, męczennica, święta (ur. 1875)
  - Grzegorz Grassi, włoski franciszkanin, misjonarz, biskup męczennik, święty (ur. 1833)
  - Maria Hermina Grivot, francuska misjonarka, męczennica, święta (ur. 1866)
  - Zhang Huailu, chiński męczennik, święty (ur. 1843)
  - Maria Amandyna Jeuris, belgijska misjonarka, męczennica, święta (ur. 1872)
  - Maria Kerguin, francuska misjonarka, męczennica, święta (ur. 1864)
  - Maria Anna Moreau, francuska misjonarka, męczennica, święta (ur. 1866)
  - Maria Klara Nanetti, włoska misjonarka, męczennica, święta (ur. 1872)
  - Tomasz Shen Jihe, chiński męczennik, święty (ur. 1851)
  - Jakub Yan Guodong, chiński męczennik, święty (ur. 1853)
  - Piotr Wang Erman, chiński męczennik, święty (ur. ok. 1864)
  - Jan Wang Rui, chiński męczennik, święty (ur. 1885)
  - Piotr Wu Anbang, chiński męczennik, święty (ur. ok. 1860)
  - Piotr Zhang Banniu, chiński męczennik, święty (ur. 1850)
  - Jan Zhang Huan, chiński męczennik, święty (ur. 1882)
  - Jan Zhang Jingguang, chiński męczennik, święty (ur. 1878)
  - Franciszek Zhang Rong, chiński męczennik, święty (ur. 1838)
  - Filip Zhang Zhihe, chiński męczennik, święty (ur. 1880)
  - Jakub Zhao Quanxin, chiński męczennik, święty (ur. ok. 1856)
- 1901 – Antoni Waszkiewicz, polski lekarz, uczestnik powstania listopadowego, emigrant (ur. 1813)
- 1902 – Mark Antokolski, rosyjski rzeźbiarz pochodzenia żydowskiego (ur. 1843)
- 1903 – Miltiadis Guskos, grecki lekkoatleta, kulomiot (ur. 1877)
- 1904:
  - Martha Coston, amerykańska bizneswoman, wynalazczyni (ur. 1826)
  - Édouard Thilges, luksemburski polityk, premier Luksemburga (ur. 1817)
- 1905:
  - Edward Tangl, austriacki botanik, wykładowca akademicki (ur. 1848)
  - Hugo Wulfsohn, polski fabrykant pochodzenia żydowskiego (ur. 1837)
- 1907 – Edward Szymański, polski inżynier, publicysta (ur. 1862)
- 1909:
  - Kazimierz Badeni, polski prawnik, polityk, premier Austrii (ur. 1846)
  - George Robinson, brytyjski arystokrata, polityk, administrator kolonialny (ur. 1827)
- 1912:
  - Joseph Disse, niemiecki anatom, histolog, wykładowca akademicki (ur. 1852)
  - Stanisław Sunderland, polski adwokat, polityk pochodzenia żydowskiego (ur. 1847)
- 1914:
  - Charles de Bange, francuski pułkownik, konstruktor broni artyleryjskiej (ur. 1833)
  - Kazimierz Łazarowicz, polski działacz oświatowy (ur. 1859)
- 1915:
  - Cezary Emil Haller, polski ziemianin, polityk (ur. 1822)
  - Carl Walther, niemiecki przedsiębiorca, rusznikarz (ur. 1858)
- 1916 – Bin Ueda, japoński poeta, krytyk literacki, tłumacz (ur. 1874)
- 1918:
  - Helmuth Dilthey, niemiecki pilot wojskowy, as myśliwski (ur. 1894)
  - Eusebi Güell, kataloński inżynier, przedsiębiorca (ur. 1846)
  - James McCudden, brytyjski major pilot, as myśliwski (ur. 1895)
- 1920 – Jewhen Mieszkowski, ukraiński generał (ur. 1882)
- 1921 – Marianne Brandt, austriacka śpiewaczka operowa (kontralt) (ur. 1842)
- 1923 – William R. Day, amerykański prawnik, dyplomata, polityk, sędzia Sądu Najwyższego (ur. 1849)
- 1925 – René Quinton, francuski fizjolog, przyrodnik, biolog, pionier lotnictwa (ur. 1866)
- 1926 – Rose Hawthorne Lathrop, amerykańska zakonnica, poetka, pamiętnikarka, Służebnica Boża (ur. 1851)
- 1927 – Antoni Chłapowski, polski lekarz, polityk, poseł na Sejm Ustawodawczy (ur. 1855)
- 1929 – Julian Fałat, polski malarz (ur. 1853)
- 1930:
  - Herman Rundo, polski lekarz pochodzenia żydowskiego (ur. 1853)
  - Vincenzo Vannutelli, włoski kardynał (ur. 1836)
- 1932:
  - Artur Benis, polski prawnik, ekonomista, wykładowca akademicki (ur. 1865)
  - King Camp Gillette, amerykański wynalazca (ur. 1855)
  - Danica Marković, serbska poetka, pisarka (ur. 1879)
- 1934 – Kazimierz Wais, polski duchowny katolicki, teolog, filozof, psycholog, wykładowca akademicki (ur. 1865)
- 1935:
  - Daniel Edward Howard, liberyjski polityk, prezydent Liberii (ur. 1861)
  - Pietro La Fontaine, włoski duchowny katolicki, patriarcha Wenecji, kardynał, Sługa Boży (ur. 1860)
  - Anton Uthemann, niemiecki przedsiębiorca (ur. 1862)
- 1936 – Henryk Loewenherz, polski adwokat, polityk, poseł na Sejm i senator RP pochodzenia żydowskiego (ur. 1871)
- 1937 – Oliver Law, amerykański wojskowy, działacz komunistyczny i związkowy (ur. 1900)
- 1938 – Ryszard Biske, polski reżyser filmowy (ur. 1895)
- 1939 – Maria Koszutska, polska działaczka komunistyczna i socjalistyczna (ur. 1876)
- 1940:
  - Józef Biniszkiewicz, polski polityk, poseł i wicemarszałek Sejmu Śląskiego, poseł na Sejm RP (ur. 1875)
  - Waldemar Otte, niemiecki duchowny katolicki, teolog, polityk (ur. 1879)
  - Henryk Ritterman, polski architekt pochodzenia żydowskiego (ur. 1885)
- 1941:
  - Otokar Keršovani, chorwacki i jugosłowiański dziennikarz, działacz komunistyczny (ur. 1902)
  - Nikołaj Sokołow, radziecki finansista, polityk (ur. 1896)
  - Edmund Styp-Rekowski, polski nauczyciel, działacz polonijny (ur. 1906)
- 1942:
  - Fidelis Chojnacki, polski kapucyn, męczennik, błogosławiony (ur. 1906)
  - Paulina od Serca Jezusa, włoska zakonnica, misjonarka, święta (ur. 1865)
- 1944:
  - Aleksandr Min, radziecki kapitan pochodzenia koreańskiego (ur. 1915)
  - Frederic John Walker, brytyjski komandor (ur. 1896)
- 1945:
  - Maria Pawlikowska-Jasnorzewska, polska poetka (ur. 1891)
  - Jan Szembek, polski dyplomata (ur. 1881)
- 1946:
  - Bernard Fanning, nowozelandzki rugbysta (ur. 1874)
  - Adam Hannytkiewicz, polski malarz (ur. 1887)
- 1947 – Lucjan Żeligowski, polski generał broni (ur. 1865)
- 1948 – Alcybiades Diamandi, rumuński polityk, wojskowy, książę Pindosu (ur. 1893)
- 1951 – Jørgen Bentzon, duński kompozytor (ur. 1897)
- 1952:
  - Tadeusz Cieśla, polski żołnierz AK (ur. 1919)
  - Max Clarenbach, niemiecki malarz (ur. 1880)
  - Adam Świtalski, polski pułkownik dyplomowany piechoty (ur. 1894)
- 1953:
  - Wacław Günther, polski elektrotechnik, wykładowca akademicki (ur. 1884)
  - Hermann Herrenberger, niemiecki architekt (ur. 1881)
  - Henri Padé, francuski matematyk, wykładowca akademicki (ur. 1863)
- 1954 – Józef Makólski, polski entomolog, koleopterolog (ur. 1881)
- 1955 – Adolfo de la Huerta, meksykański generał, polityk, tymczasowy prezydent Meksyku (ur. 1881)
- 1957 – Aleksandr Goedicke, rosyjski kompozytor, organista, pianista (ur. 1877)
- 1959:
  - Jerzy Leszczyński, polski aktor (ur. 1884)
  - Frank Vaughn, amerykański piłkarz (ur. 1902)
- 1960:
  - Eustachy Białoborski, polski wynalazca, popularyzator nauki (ur. 1890)
  - Pierre-Alfred Chappuis, szwajcarski hydrobiolog (ur. 1891)
  - Kurt-Bertram von Döring, niemiecki generał pilot, as myśliwski (ur. 1889)
- 1961:
  - Whittaker Chambers, amerykański pisarz, działacz komunistyczny (ur. 1901)
  - Julian Popowski, polski kolarz szosowy (ur. 1904)
- 1962 – Witold Małkowski, polski malarz, scenograf (ur. 1884)
- 1965:
  - Franciszek Litwin, polski lekarz, polityk, minister zdrowia (ur. 1899)
  - Maria Przeździecka, polska historyk sztuki (ur. 1919)
- 1966 – Maria od Jezusa Ukrzyżowanego Petković, chorwacka zakonnica, błogosławiona (ur. 1892)
- 1967 – Stefan Bolesław Poradowski, polski kompozytor (ur. 1902)
- 1968:
  - Alexander Cadogan, brytyjski arystokrata, polityk (ur. 1884)
  - Hanna Orthwein, polska ceramiczka, projektantka przemysłowa (ur. 1916)
- 1969:
  - Károly Dietz, węgierski piłkarz, trener pochodzenia niemieckiego (ur. 1885)
  - Raizō Tanaka, japoński wiceadmirał (ur. 1892)
- 1971 – Ignacy Witz, polski malarz, rysownik, plakacista, krytyk sztuki (ur. 1919)
- 1972 – Józef Pilarski, polski aktor, reżyser teatralny (ur. 1893)
- 1973:
  - Nikołaj Mołotkow, radziecki generał major (ur. 1900)
  - Mário de Noronha, portugalski szpadzista (ur. 1885)
  - Gerard de Vries Lentsch, holenderski żeglarz sportowy (ur. 1883)
- 1974:
  - James Bausch, amerykański lekkoatleta, wieloboista (ur. 1906)
  - Danuta Irena Bieńkowska, polska poetka, historyk literatury (ur. 1927)
  - Oskar Mucha, polski inżynier budownictwa, wykładowca akademicki (ur. 1894)
  - Georges Ribemont-Dessaignes, francuski pisarz, malarz (ur. 1884)
  - Earl Warren, amerykański prawnik, polityk, prezes Sądu Najwyższego (ur. 1891)
- 1975:
  - Roman Odzierzyński, polski generał, polityk, premier RP na uchodźstwie (ur. 1892)
  - Franz Alfred Six, niemiecki funkcjonariusz nazistowski, zbrodniarz wojenny, szef departamentu Głównego Urzędu Bezpieczeństwa Rzeszy (ur. 1909)
- 1977 – Alice Paul, amerykańska sufrażystka (ur. 1885)
- 1979 – Aksiel Berg, radziecki admirał, radiotechnik (ur. 1893)
- 1980:
  - Arend Heyting, holenderski matematyk, logik (ur. 1898)
  - Vinicius de Moraes, brazylijski poeta, prozaik, dramaturg, krytyk filmowy, muzyk, kompozytor, wokalista, dyplomata (ur. 1913)
- 1981:
  - Willi Beuster, niemiecki polityk (ur. 1908)
  - Wilhelm Möhler, niemiecki pallotyn, generał zakonu (ur. 1912)
- 1982:
  - Bob Purdie, nowozelandzki bokser (ur. 1911)
  - Bożena Szerwentke, polska urszulanka, pedagog, działaczka konspiracyjna (ur. 1902)
- 1983 – Sven Jacobsson, szwedzki piłkarz (ur. 1914)
- 1984 – Paulo Valentim, brazylijski piłkarz (ur. 1932)
- 1985:
  - Margaret Molesworth, australijska tenisistka (ur. 1894)
  - Szarlotta, wielka księżna Luksemburga (ur. 1896)
  - Maria Zbyszewska, polska aktorka (ur. 1925)
- 1986 – Czesław Latawiec, polski filozof, literaturoznawca, pedagog (ur. 1902)
- 1987 – Ułas Samczuk, ukraiński pisarz, publicysta (ur. 1905)
- 1989 – Salvatore Colombo, katolicki biskup Mogadiszu (ur. 1922)
- 1990 – Stefan Pietrusiewicz, polski polityk, minister budownictwa i przemysłu materiałów budowlanych (ur. 1909)
- 1991:
  - Fanny Gordon, polska kompozytorka, autorka tekstów piosenek, tłumaczka, pochodzenia rosyjskiego (ur. 1914)
  - José Salazar López, meksykański duchowny katolicki, arcybiskup Guadalajary (ur. 1910)
- 1995 – Kazimierz Godłowski, polski archeolog, prehistoryk (ur. 1934)
- 1996:
  - Bogusław Kożusznik, polski lekarz, polityk, działacz społeczny (ur. 1910)
  - Stanisław Misakowski, polski prozaik, poeta pochodzenia ukraińskiego (ur. 1917)
- 1998 – Leon Kurowski, polski prawnik, wykładowca akademicki (ur. 1907)
- 1999 – Esmé MacKinnon, brytyjska narciarka alpejska (ur. 1913)
- 2000:
  - Herbert Hunger, austriacki historyk, bizantynolog (ur. 1914)
  - Halina Słonicka, polska śpiewaczka operowa (sopran), pedagog (ur. 1931)
- 2001 – Arie van Vliet, holenderski kolarz torowy (ur. 1916)
- 2002:
  - Gerald Campion, brytyjski aktor (ur. 1921)
  - Rod Steiger, amerykański aktor (ur. 1925)
- 2003:
  - Andrzej Jaroszewski, polski dziennikarz muzyczny, konferansjer, popularyzator muzyki jazzowej (ur. 1938)
  - Kalina Skłodowska-Antonowicz, polska etnograf, muzealnik (ur. 1923)
- 2004:
  - Carlo Di Palma, włoski operator filmowy (ur. 1925)
  - Jean Lefebvre, francuski aktor (ur. 1919)
  - Isabel Sanford, amerykańska aktorka (ur. 1917)
- 2005:
  - Jewgienij Griszyn, rosyjski łyżwiarz szybki (ur. 1931)
  - Ireneusz Opacki, polski filolog, historyk i teoretyk literatury (ur. 1933)
- 2006:
  - Jan Mujżel, polski ekonomista (ur. 1923)
  - Ireneusz Paliński, polski sztangista (ur. 1932)
  - Milan Williams, amerykański muzyk, członek zespołu The Commodores (ur. 1948)
- 2007:
  - André Chouraqui, francusko-izraelski prawnik, pisarz, polityk (ur. 1917)
  - Jerzy Wolf, polski dziennikarz, tłumacz (ur. 1925)
- 2008:
  - Charles H. Joffe, amerykański producent filmowy (ur. 1929)
  - Tomasz Lengren, polski reżyser filmowy, aktor (ur. 1945)
- 2010:
  - Basil Davidson, brytyjski historyk (ur. 1914)
  - Vonetta McGee, amerykańska aktorka (ur. 1945)
- 2011:
  - Michael Burston, brytyjski gitarzysta, członek zespołu Motörhead (ur. 1949)
  - Facundo Cabral, argentyński piosenkarz (ur. 1937)
  - Peter Newmark, brytyjski przekładoznawca, tłumacz, pisarz (ur. 1916)
- 2012:
  - Eugênio de Araújo Sales, brazylijski duchowny katolicki, arcybiskup Rio de Janeiro, prymas Brazylii, kardynał (ur. 1920)
  - Jacqueline Mazéas, francuska lekkoatletka, dyskobolka (ur. 1920)
  - Tomasz Pułka, polski poeta (ur. 1988)
- 2013:
  - Markus Büchel, liechtensteiński polityk, premier Liechtensteinu (ur. 1959)
  - Cyryl (Kowaczew), bułgarski biskup prawosławny (ur. 1954)
  - Barbara Robinson, amerykańska pisarka (ur. 1927)
- 2014 – Oliver Oravec, słowacki biskup sedewakantystyczny (ur. 1941)
- 2015:
  - Stefan Rolewicz, polski matematyk, wykładowca akademicki (ur. 1932)
  - Su’ud ibn Fajsal ibn Abd al-Aziz Al Su’ud, saudyjski dyplomata, polityk (ur. 1940)
  - Tadeusz Suchocki, polski kompozytor, pianista, dyrygent (ur. 1927)
- 2016:
  - Víctor Barrio, hiszpański torreador (ur. 1987)
  - Erny Brenner, luksemburski piłkarz (ur. 1931)
  - Zygmunt Mogiła-Lisowski, polski działacz kresowy, polityk, poseł na Sejm RP (ur. 1928)
  - Silvano Piovanelli, włoski duchowny katolicki, arcybiskup Florencji, kardynał (ur. 1924)
  - Sydney Schanberg, amerykański dziennikarz (ur. 1934)
  - Ryszard Żochowski, polski koszykarz, dziennikarz sportowy, podpułkownik (ur. 1930)
- 2017:
  - Ilja Głazunow, rosyjski malarz (ur. 1930)
  - Bernard Hanaoka, polski projektant mody, aktor, reżyser teatralny, kostiumolog (ur. 1949)
  - Józef Przytuła, polski dyrygent (ur. 1941)
- 2018:
  - Peter Carington, brytyjski arystokrata, polityk, sekretarz generalny NATO (ur. 1919)
  - Paweł Dębski, polski reżyser, animator i montażysta filmów animowanych (ur. 1985)
  - Wilhelm Schätzler, niemiecki duchowny katolicki, prałat, sekretarz generalny Konferencji Episkopatu Niemiec (ur. 1929)
  - Janusz Wałek, polski historyk sztuki, poeta (ur. 1941)
  - Hans Günter Winkler, niemiecki jeździec sportowy (ur. 1926)
  - Marion Woodman, kanadyjska psychoanalityczka jungowska, poetka (ur. 1928)
- 2019:
  - Johnny Kitagawa, japoński przedsiębiorca (ur. 1931)
  - Ross Perot, amerykański przedsiębiorca, polityk (ur. 1930)
  - Fernando de la Rúa, argentyński polityk, prezydent Argentyny (ur. 1937)
  - Rip Torn, amerykański aktor (ur. 1931)
- 2020:
  - Władimir Salkow, rosyjski piłkarz, trener (ur. 1937)
  - Janusz Szymański, polski prawnik, polityk, poseł na Sejm RP (ur. 1958)
- 2021:
  - Władimir Karasiow, rosyjski szachista (ur. 1938)
  - Gian Franco Kasper, szwajcarski działacz sportowy, prezydent Międzynarodowej Federacji Narciarskiej (FIS) (ur. 1944)
  - Ngaire Lane, nowozelandzka pływaczka (ur. 1925)
  - Frank Lui, niueński polityk, premier Niue (ur. 1935)
  - Paul Mariner, angielski piłkarz, trener (ur. 1953)
  - Leonard Neuger, polski slawista, tłumacz, historyk literatury (ur. 1947)
  - Dżihan as-Sadat, egipska literaturoznawczyni, działaczka społeczna, pierwsza dama (ur. 1933)
  - Tadeusz Wojtych, polski aktor (ur. 1931)
- 2022:
  - Wojciech Biedroń, polski reżyser teatralny i telewizyjny, twórca teledysków, aktor (ur. 1957)
  - L.Q. Jones, amerykański aktor (ur. 1927)
  - Ann Shulgin, amerykańska chemik, pisarka (ur. 1931)
  - András Törőcsik, węgierski piłkarz (ur. 1955)
  - Stefan Wilkanowicz, polski dziennikarz, publicysta, działacz katolicki (ur. 1924)
- 2023:
  - Alain Besançon, francuski historyk, politolog, sowietolog (ur. 1932)
  - Asbjørn Sennels, duński piłkarz (ur. 1979)
  - Luis Suárez, hiszpański piłkarz, trener (ur. 1935)
- 2024:
  - Bogdan Derwich, polski inżynier, polityk, poseł na Sejm RP (ur. 1946)
  - Jim Inhofe, amerykański polityk, senator, burmistrz Tulsy (ur. 1934)
  - Jerzy Stuhr, polski aktor (ur. 1947)
  - Stanisław Gerard Trefoń, polski kolekcjoner dzieł sztuki (ur. 1933)
- 2025:
  - Lesław Jerzy Kański, polski prawnik, nauczyciel akademicki (ur. 1944)
  - Frank Layden, amerykański trener koszykarski, komentator sportowy (ur. 1932)